# دیفمانیل متیل‌سولفات
دیفمانیل متیل‌سولفات (انگلیسی: Diphemanil metilsulfate) یک داروی ضد موسکارینی است.